# Bahnhof Eubigheim
Der Bahnhof Eubigheim ist der Bahnhof von Eubigheim, einem Ortsteil der Gemeinde Ahorn im Main-Tauber-Kreis in Baden-Württemberg. Er liegt an der Bahnstrecke Mosbach-Neckarelz–Würzburg.

## Geschichte

### Bahnhof Eubigheim
Die Eisenbahn erreichte Eubigheim erstmals am 1. November 1866, als ein Teilstück der Odenwaldbahn von Osterburken über Eubigheim nach Lauda in Betrieb genommen wurde. Das Empfangsgebäude des Ortes wurde rechtzeitig zur Eröffnung der Strecke fertig gestellt. Gegenüber dem Empfangsgebäude befindet sich ein Raiffeisengebäude mit Getreidesilo. Auf der linken Seite des Empfangsgebäudes befindet sich ein Aborthäuschen gefolgt von einem Freiladegleis und einem frei stehenden Güterschuppen. Im Empfangsgebäude befindet sich ein Stellwerkraum mit einem Spurplandrucktastenstellwerk. Im Jahre 2014 wurden die Gleisanlagen erneuert.
Seit den 2010er Jahren kam es zu mehreren Aktionen der örtlichen Bevölkerung, die neben dem Halt von Regionalexpresszügen auch regelmäßigere Bedienzeiten in Eubigheim fordern. Seit dem 15. Dezember 2019 gibt es einen dreijährigen Probebetrieb mit stündlichen Halten montags bis freitags zwischen Osterburken und Lauda.

### Kehrbahnhof Seewiese
Der Kehrbahnhof Seewiese, auch Lokkehrbahnhof oder Lokomotiv-Kehrbahnhof Seewiese befand sich knapp zwei Kilometer nach dem Bahnhof Eubigheim in Richtung Eubigheimer Tunnel beim Gewann Seewiese. Er wurde angelegt, um am Ende eines regelmäßig genutzten Nachschiebeabschnittes die Streckendurchlassfähigkeit nicht noch zusätzlich durch zurückkehrende Schiebelokomotiven einzuschränken. Zentrales Element war eine verlängerte Gleisverbindung als Wende- und Wartegleis zwischen den Hauptgleisen. Die Schiebelokomotive kam im Bereich des Kehrbahnhofes zum Stehen und fuhr in das Wende- und Wartegleis zurück. Damit war das bergwärtige Gleis für die nächste Fahrt frei. Auf dem Wartegleis ließ sich, ohne den übrigen Verkehr zu behindern, eine geeignete Fahrplanlücke für die Rückfahrt abwarten.

## Anlagen
Der Bahnhof verfügt über zwei Bahnsteige: den Hausbahnsteig an Gleis 1 und einen Mittelbahnsteig zwischen Gleis 2 und Gleis 3, der nur von Gleis 2 nutzbar ist. Der Zugang erfolgt über einen höhengleichen Zugang.

## Denkmalschutz
Das Empfangsgebäude befindet sich in der Bahnhofstraße 14 in Eubigheim und steht unter Denkmalschutz.